# 都市対抗野球大会 (鳥取県勢)
本項は、都市対抗野球大会における鳥取県勢の戦績についてまとめたものである。

## 概略
- 鳥取県は、一貫して中国地区に所属している。戦前に米子市・米子鉄道管理局が3年連続で本大会に出場しているが、戦後は本大会への出場が果たせていない。1980年代には王子製紙米子が活動していた時期があったが、現在は1チームのみが活動しており、岡山・広島勢の前に苦戦が続いている。

## 通算成績
（第91回大会まで。中止となった第15回大会を除く。以下本項において同じ。）
- 延べ出場回数　3回
- 優勝回数　なし
- 準優勝回数　なし
- 通算勝敗　0勝3敗（勝率 .000）

## 出場チームの戦績
| 年     | 回     | 都市・チーム           | 成績      | 試合結果 | 試合結果                     |
| ------ | ------ | ---------------------- | --------- | -------- | ---------------------------- |
| 1934年 | 第8回  | 米子市・米子鉄道管理局 | 1回戦敗退 | 1回戦    | ● 1－10 満州倶楽部（大連市） |
| 1935年 | 第9回  | 米子市・米子鉄道管理局 | 1回戦敗退 | 1回戦    | ● 2－6 満州倶楽部（大連市）  |
| 1936年 | 第10回 | 米子市・米子鉄道管理局 | 2回戦敗退 | 2回戦    | ● 3－9 全大阪（大阪市）      |

## 他県勢との対戦成績
| 都道府県 | 試合 | 勝 | 敗 | 分 |
| -------- | ---- | -- | -- | -- |
| 大阪府   | 1    | 0  | 1  | 0  |
| 満州     | 2    | 0  | 2  | 0  |

## 都市別の他都市との対戦成績
（都市名は、最後に対戦した時点での名称を記す。）
- 米子市

| 都市   | 試合 | 勝 | 敗 | 分 |
| ------ | ---- | -- | -- | -- |
| 大阪市 | 1    | 0  | 1  | 0  |
| 大連市 | 2    | 0  | 2  | 0  |